# 3BM22
3BM22 (zapisywany też jako BM22) – sowiecki przeciwpancerny pocisk podkalibrowy stabilizowany brzechwowo (APFSDS) z rdzeniem wykonanym ze stali. Wystrzeliwany z gładkolufowych armat czołgowych D-81 (2A46) kalibru 125 mm.  Wchodzi w skład jednostki ognia czołgów T-64, T-72 i T-80. Używany m.in. w Polsce jako podstawowy pocisk podkalibrowy czołgów T-72M1 i PT-91.

## Dane taktyczno-techniczne
- Kaliber: 125 mm
- Średnica rdzenia: 44 mm
- Masa pocisku: 6,55 kg
- Masa rdzenia: 4,5 kg
- Prędkość wylotowa: 1760 m/s
- Maksymalne ciśnienie w lufie: 450 MPa
- Przebijalność: 340 mm RHA[2](na odległość 2000m)